# 이경희 (1974년)
이경희(李京熹, 1974년 1월 20일~)는 대한민국의 대학 교수 겸 기업인, 정치인이다. 현재는 민족통일건설 법인장, 통일한국당 당대표를 역임하고 있다. 충청북도 단양군 출생이다.
한국외국어대학교 대학원 법학과 법학박사 출신이다. 2002년에 실시된 대한민국 제3회 지방 선거의 서울특별시장 선거에서 무소속으로 출마했지만 낙선했다. 2004년에 실시된 대한민국 제17대 국회의원 선거의 서울 동대문구 갑 국회의원 선거에서 무소속으로 출마했지만 낙선했다.
서울특별시에 민족통일대통령 빌딩 6채를 소유하고 있으며 2015년에는 윤영오와 함께 한국국민당을 창당했다. 2017년에 실시된 대한민국 제19대 대통령 선거에서 한국국민당 후보로 출마하여 기호 12번을 부여받았다. 본선에서는 0.03%의 득표율을 기록하면서 11위를 기록해 낙선했다.
대한민국 제20대 대통령 선거에서 통일한국당 후보로 출마하여 기호 13번을 부여 받았다. 이번 선거에서도 0.03%의 득표율로 9위로 낙선했다.

## 역대 선거 결과
|  | 0.98% |

|  | 0.95% |

|  | 0.03% |

|  | 0.03% |